# Шерагул
Шерагул (бур. Шара гол — жёлтый ручей) — село в Тулунском районе Иркутской области России. Входит в состав Шерагульского муниципального образования. Находится примерно в 25 км к юго-востоку от районного центра.

## История
В селе прошли школьные годы известного астронома, первооткрывателя многих астероидов Николая Степановича Черных. В память об этом учёный дал имя «Шерагул» одному из открытых им астероидов.

## Население
| 2002 | 2010  | 2011  | 2012  |
| ---- | ----- | ----- | ----- |
| 1411 | ↘1227 | ↘1223 | →1223 |

Гендерный состав
По данным Всероссийской переписи, в 2010 году в селе проживало 1227 человек (591 мужчина и 636 женщин).

## Известные уроженцы
- Матвеев Александр Иванович (1921—1993) — советский военачальник, генерал-полковник артиллерии.